# Arsène de Cappadoce
Pour les articles homonymes, voir Arsène et Saint Arsène.
 (décembre 2020).
Arsène de Cappadoce est né en 1840 à Farassa en Cappadoce dans l'Empire ottoman (actuellement en Turquie) où il est mort le 10 novembre 1924. Il s'agit d'un saint grec thaumaturge vénéré par l’Église orthodoxe.

## Hiéromoine et éducateur des pauvres
Il fut dans la seconde partie du XIXe siècle envoyé par son évêque comme hiéromoine à Farassa où il s'occupa de l’éducation des plus pauvres. Sa grande piété dépassa le cadre de l'orthodoxie grecque ce qui suscita le respect des musulmans, car il faisait le pèlerinage de la Terre Sainte tous les dix ans. Il avait coutume de dire que la foi n'était pas à vendre, refusant ainsi toute intercession de la part des fidèles comme de la part des puissants de son temps.

## Le thaumaturge
Il fait partie des saints orthodoxes grecs thaumaturges, car il guérissait les pauvres et les opprimés soit physiquement soit psychologiquement,. Il fut un puissant secours pour les Grecs cappadociens qui virent en lui non seulement un homme pieux mais aussi, pour les plus exaltés d'entre eux, un nouveau Moïse ou fol en Christ.Il lutta contre les discriminations imposées par les autorités ottomanes dans l'expression de la culture grecque,. En 1923, lors du départ des Grecs cappadociens, il obtient une paix entre les Grecs et les Turcs hors de tout discours politique.
Toutefois, la période où vécut Arsène de Cappadoce est, pour sa province natale, une période de prospérité marquée par la construction de plusieurs églises somptueusement décorées.

## Sa spiritualité
Mû par une volonté de dépouillement et de revenir aux Pères du désert, il vivait dans une étroite cellule et était en adoration continuelle. Il fut canonisé par l'Église orthodoxe (Patriarcat œcuménique de Constantinople) en 1986. Il poursuivit dans une certaine mesure l’héritage mystique des Pères cappadociens, qui basaient leur spiritualité sur la mortification de la chair et la pratique accrue de la charité.

#### Source secondaire
- Saint Phaistos l'athonite, Vie d'Arsène de Cappadoce, édition l'âge d'homme, 2007, 156 p., traduit du grec moderne, version originale 1994.

#### Source ternaire
- Alain Durel , L'Archipel des saints , Albin Michel, 2014, 227 p.
- Joëlle Delègre , Grecs et Ottomans  1453-1923, de la chute de Constantinople à la disparition de l'Empire ottoman, édition l'Harmattan, 2002, 268 p.